# Cesura (enigmistica)
La cesura o risegmentazione è un meccanismo alla base di molti giochi enigmistici. Consiste nel frazionamento delle parole inteso a conferire alla stessa sequenza di lettere una doppia lettura e di conseguenza due diversi significati. Per aversi vera e propria cesura la suddivisione deve avvenire all'interno delle parole chiave. Ad esempio la doppia lettura S tolta, gelo si à = Stolta gelosia (Il Lupino, 1933) è priva di cesure, perché i termini chiave (tolta, gelo) non vengono spezzati. In questo caso siamo di fronte a un gioco senza cesura. In alcune combinazioni (es. frase doppia) e nelle frasi risolutive di rebus e crittografie la cesura è spesso presente e "impreziosisce" il gioco. Laddove manca può cumularsi con il bisenso. 
Allorché presente, invece, la cesura può essere totale o parziale. È totale quando gli spazi fra le parole che vengono a determinarsi nelle due letture non coincidono fra loro. Un celebre rebus la cui soluzione è Di schiena S triste reo = Dischi e nastri stereo (Ames, 1974) è a cesura totale. Un altro di soluzione S oste nerba S ilari príncipi = Sostener basilari princípi (Galdino da Varese, 1999) è invece a cesura parziale, poiché almeno uno spazio (quello fra la "i" finale di ilari e príncipi) in prima lettura cade nello stesso punto (fra la "i" finale di basilari e princípi) in seconda. Non a caso il gioco prevede un bisenso (o meglio uno spostamento d'accento) príncipi / princípi.